# Peter Joseph William Debye
Peter »Pie« Joseph William Debye (rojen Petrus Josephus Wilhelmus Debije), nizozemsko-ameriški fizik in kemik, * 24. marec 1884, Maastricht, Nizozemska, † 2. november 1966, Ithaca, New York, ZDA.

## Življenje in delo
Debye je leta 1901 začel študirati matematiko in fiziko na Tehniški univerzi v Aachnu. Tu je leta 1905 diplomiral iz elektrotehnike. V letu 1907 je objavil svoj prvi znanstveni članek, ki je obravnaval matematično elegantno rešitev problema v zvezi z vrtinčnimi tokovi. V Aachnu je bil kot predstojnik stolice za uporabno mehaniko njegov učitelj Sommerfeld, ki je kasneje trdil, da je bilo njegovo najpomembnejše odkritje Debye.
Sommerfeld je leta 1906 odšel v München in Debye je bil njegov asistent. Debye je leta 1908 doktoriral s temo o sevalnem tlaku. Leta 1910 je izpeljal Planckov zakon za sevanje črnega telesa na način, za katerega se je Planck strinjal, da je preprostjši od njegovega.
Debye je leta 1911 začel poučevati v Zürichu, nato leta 1912 v Utrechtu, leta 1913 v Göttingenu, leta spet v Zürichu, leta 1927 v Leipzigu, ter leta 1934 v Berlinu, kjer je nasledil Einsteina. Tu je postal predstojnik fizikalnega inštituta. Leta 1935 je prejel Lorentzovo medaljo. Med letoma 1937 in 1939 je bil predsednik Nemškega fizikalnega društva (DPG).
Poročil se je leta 1913 z Mathilde Alberer. Imela sta sina Petra P. (rojen 1916), ki je postal fizik in sodeloval z Debyejem, ter hčer Mathildo Mario (rojena 1921).

## Dosežki
Njegov prvi večji znanstveni dosežek je bila uporaba pojma dipolnega momenta na porazdelitev električnega naboja v nesimetričnih molekulah leta 1912. Razvil je enačbe, ki so povezovale dipolni moment s temperaturo, dielektrično konstanto, Debyejevo relaksacijo, ipd. Zaradi tega se po njem imenuje fizikalna enota izven mednarodnega sistema enot za električni dipolni moment molekul debye.
Istega leta je razširil Einsteinov model trdnin in specifične toplote na nizke temperature, kjer je upošteval prispevke nizkofrekvenčnih fononov. Glej Debyejev model.
V letu 1913 je razširil Bohrovo teorijo zgradbe atoma in vključil eliptične orbite, kar je podobno storil tudi Sommerfeld.
Med letoma 1914 in 1915 je s Scherrerjem računal vplive temperature na rentgenske uklonske vzorce kristalinskih trdnin (Debye-Wallerjev faktor).
Leta 1923 je z asistentom Hücklom razvil izboljšano Arrheniusovo teorijo o električni prevodnosti v elektrolitskih raztopinah. Čeprav je k razvoju Debye-Hücklove enačbe prispeval Onsager leta 1926, imajo teorijo še vedno za enega od glavnih korakov k našemu razumevanju elektrolitskih raztopin.
Istega leta je Debye razvil teorijo za pojasnitev Comptonovega pojava, premik frekvence rentgenskih žarkov ali žargov gama pri sipanju v snovi.
Leta 1930 je prejel Rumfordovo medaljo za svoje delo o specifičnih toplotah in spektroskopiji rentgenskih žarkov.
Leta 1936 je prejel Nobelovo nagrado za kemijo za »svoje delo o zgradbi molekul prek raziskav dipolnih momentov in uklona rentgenskih žarkov ter elektronov v plinih«. 
Med letoma 1934 in 1939 je bil predstojnik fizikalnega oddelka Inštituta cesarja Viljema. Od leta 1936 je bil tudi profesor teoretične fizike na Univerzi Friderika Viljema v Berlinu. Leta 1939 so mu ponudili vrsto predavanj na Univerzi Cornell v Ithaci in je tako zgodaj leta 1940 odpotoval v ZDA. Na Univerzi Cornell je ostal do svoje smrti.
Na Univerzi Cornell je postal profesor, bil član študentovskega društva ΑΧΣ in je deset let vodil oddelek za kemijo. Leta 1946 je postal ameriški državljan. Z razliko od potovanja po evropskih mestih se je na Univerzi Cornell ustalil. Upokojil se je leta 1952, nadaljeval pa je z raziskovalnim delom.
V tem času na Univerzi Cornell se je posvetil uporabi sipalnih tehnik s svetlobo, ki so izhajale iz njegovega predhodnega dela o sipanju rentgenskih žarkov, za določitev velikosti in molekulske teže polimernih molekul. Te raziskave so bile rezultat njegovega dela, začetega med 2. svetovno vojno, o sintetičnem kavčuku, ki ga je razširil na proteine in druge makromolekule.
Aprila 1966 je doživel srčno kap, novembra pa še drugo, ki je bila usodna.
Po njem se imenuje asteroid 30852 Debye, ki sta ga 2. oktobra 1991 odkrila Börngen in Schmadel na Turinškem deželnem observatoriju v Tautenburgu. Asteroid je imel najprej začasno oznako 1991 TR6.